# UNDEFEATED
UNDEFEATED（アンディフィーテッド）は、Eddie Cruz（エディー・クルーズ）が友人のJames Bond（ジェームス・ボンド）と共に立ち上げたアメリカを中心に展開しているスニーカーショップ。
2001年9月11日から一年後の2002年9月11日、ロサンゼルスにてスタート。

## 名前の由来
2001年9月11日。アメリカの商業・経済を象徴する世界貿易センタービルが標的にされ、
全世界に衝撃を与えたアメリカ同時多発テロ「9・11」。
それから一年後の2002年9月11日、「UNDEFEATED＝俺たちは絶対に負けない、いかなる脅威にも屈しない」という強いスローガンのもと、
アメリカ ロサンゼルスにアンディフィーテッドをオープンさせる。

## ブランドロゴ
ブランドのロゴマークである5本線は「ファイヴストライクス」と呼ばれ、比喩表現で「勝利」という意味を含み「UNDEFEATED」というブランドのアイデンティを表現している。
日本で言う所の「正の字」に該当。
その他「U-MAN」と呼ばれるアルファベットの「U」に足の生えたキャラクターもTシャツやアクセサリー等に度々登場する。

## コンセプト
2005年にオリジナルアパレルライン『UNDEFEATED』がスタート。
「PLAY DIRTY＝勝利至上主義(意訳)」をキーワードに、アメリカンカジュアルやスポーツの要素が反映されたプロダクトを数多く展開。
北米4大スポーツ(野球、アメリカンフットボール、バスケットボール、アイスホッケー)に着想を得たデザインも数多く存在し、それらがコラボレーションを行うブランドやデザインに反映される事もある。
その他にもボクシングやモータースポーツ(ガンボール3000)など、スポーツ以外にも造詣が深く、プロダクトへの表現は多岐に渡る。

## ミューラルアート
ラスベガスを除くロサンゼルス、サンタモニカ、シルバーレイク、静岡、東京の店内ミューラルアートを手がけているのはBrent Rollins (ブレント・ロリンズ)というグラフィックアーティスト。
これまでの主な仕事にスパイク・リー監督の映画タイトルロゴやナイキのキャンペーン広告、「Supreme」「ステューシー」へのグラフィック提供、有名ヒップホップアーティストのCDジャケットデザイン(GANGSTARR,MOSDEF etc..)、「EGO Trip」というTV番組のアートディレクターなど多岐にわたる。

## 店舗
2002年9月11日にロサンゼルスのLa Brea Ave.に第1号店がオープン。その後、サンタモニカ,シルバーレーク,ラスベガスと西海岸を中心に出店。日本では2006年10月1日に待望の国内第1号店が静岡にオープン。続いて2007年3月24日に2号店が東京にオープン。
2015年2月21日には関西初出店となる大阪店、2015年5月30日には沖縄店がオープン。

現在ではスタンプスというポイントシステムを導入し、運営会社に貢献度が高いほど希少価値の高い商品を購入する事が出来る体制になっている。

## ビルボードプロジェクト
ビルボードプロジェクトとはUNDEFEATED LAにて不定期で行われているアートプロジェクトの名称。
店舗の屋根部分に巨大なビルボード＝広告看板を設置し、それをキャンバスに見立てて毎回様々なアーティストが個性的なペイントや写真などを発表している。
これまでにGeoff McFettridge, Barry McGee, Thomas Campbell, Dennis Hopper, Kaws, Mr.Cartoon, C.R.Stecyk, Terry Richardson, Mike Millsなどのアーティストが参加している。